# Ajman Club
L'Ajman Club (àrab: نادي عجمان, Nādī ʿAjmān, ‘Club d'Ajman') és un club de futbol dels Emirats Àrabs Units de la ciutat d'Ajman. El club va ser fundat el 5 de novembre de 1974.

## Palmarès
- Copa del President dels Emirats Àrabs Units de futbol:[2]
  - 1983-84
- Copa de la Lliga dels Emirats Àrabs Units de futbol:[2]
  - 2013
- Copa del Vice-president dels Emirats Àrabs Units de futbol:[2]
  - 2010–11
- Segona Divisió dels Emirats Àrabs Units de futbol:
  - 2010-11, 2016–17